# Barueri Volleyball Club 2023-2024
Questa voce raccoglie le informazioni riguardanti il Barueri Volleyball Club nella stagione 2023-2024.

## Stagione
Il Barueri Volleyball Club non utilizza alcua denominazione sponsorizzata nella stagione 2023-24.
Partecipa alla Superliga Série A ottenendo l'ottavo posto in regular season: ai play-off scudetto viene eliminato ai quarti di finale dal Rio de Janeiro, terminando quindi all'ottavo posto finale. Esce ai quarti di finale anche in Coppa del Brasile, sempre eliminato dal Rio de Janeiro.
Nel Campionato Paulista viene eliminato in semifinale dall'Osasco, chiudendo il torneo al quarto posto.

## Organigramma societario
Area direttiva
- Presidente: Luiz Carlos Biazi

Area tecnica
- Allenatore: Wágner Fernandes
- Secondo allenatore: Alexandre Gomes
- Assistente allenatore: Tiago Costa

 Area sanitaria
- Medico: Julio Nardelli
- Fisioterapista: Fernando Fernandes

## Rosa
| N° | Nome               | Ruolo | Data di nascita   | Nazionalità sportiva |
| -- | ------------------ | ----- | ----------------- | -------------------- |
| 1  | Ana Luiza Bento    | L     | 3 febbraio 2004   | Brasile              |
| 2  | Sara Benevides     | S     | 13 aprile 2006    | Brasile              |
| 3  | Ana Cecília Lopes  | S     | 25 novembre 2003  | Brasile              |
| 4  | Carolina Leite     | P     | 15 novembre 1992  | Brasile              |
| 5  | Maria Carvalhaes   | P     | 28 settembre 2003 | Brasile              |
| 6  | Rebeca Viana       | O     | 27 maggio 2006    | Brasile              |
| 7  | Aline Maestri      | S     | 16 novembre 2005  | Brasile              |
| 8  | Jheovana Sebastião | O     | 10 gennaio 2001   | Brasile              |
| 9  | Lívia Lima         | C     | 8 giugno 2003     | Brasile              |
| 10 | Talia Costa        | S     | 10 luglio 1997    | Brasile              |
| 11 | Luzia Nezzo        | C     | 17 marzo 2004     | Brasile              |
| 12 | Larissa Besen      | C     | 2 marzo 2001      | Brasile              |
| 13 | Gabriela Carneiro  | S     | 23 aprile 2003    | Brasile              |
| 13 | Camila Mesquita    | O     | 27 febbraio 2000  | Brasile              |
| 15 | Paulina de Souza   | L     | 9 luglio 1999     | Brasile              |
| 16 | Vittoria Kuehne    | S     | 20 luglio 2006    | Brasile              |
| 17 | Fernanda Depiné    | P     | 16 gennaio 2004   | Brasile              |
| 18 | Ana Luiza Rüdiger  | S     | 2 gennaio 2003    | Brasile              |
| 19 | Lara Nascimento    | C     | 10 novembre 2006  | Brasile              |
| 22 | Juliana Palhano    | C     | 19 gennaio 2006   | Brasile              |

## Mercato
| Acquisti | Acquisti         | Acquisti       | Acquisti   |
| R.       | Nome             | da             | Modalità   |
| -------- | ---------------- | -------------- | ---------- |
| S        | Sara Benevides   | Mackenzie      | definitivo |
| L        | Ana Luiza Bento  | Adeps          | definitivo |
| P        | Maria Carvalhaes | Fluminense     | definitivo |
| S        | Talia Costa      | Pinheiros      | definitivo |
| P        | Fernanda Depiné  | ABEL           | definitivo |
| S        | Vittoria Kuehne  | Blumenau       | definitivo |
| S        | Aline Maestri    | Rio de Janeiro | definitivo |
| O        | Camila Mesquita  | São Caetano    | definitivo |

- Luzia Nezzo, C, promossa dal settore giovanile.

| Cessioni | Cessioni          | Cessioni          | Cessioni   |
| R.       | Nome              | a                 | Modalità   |
| -------- | ----------------- | ----------------- | ---------- |
| C        | Diana Alecrim     | Türk Hava Yolları | definitivo |
| S        | Maiara Basso      | Bauru             | definitivo |
| S        | Mariana Costa     | Tandara Caixeta   | definitivo |
| P        | Isabella de Sá    | Pinheiros         | definitivo |
| P        | Kamily de Souza   | ?                 | definitivo |
| L        | Júlia Moreira     | São Caetano       | definitivo |
| S        | Isabela Paquiardi | Blumenau          | definitivo |
| C        | Luiza Sanches     | ?                 | definitivo |

## Risultati

### Superliga Série A

#### Girone di andata
| 1ª giornata - 11 novembre 2023 Ginásio Poliesportivo José Corrêa, Barueri    | Barueri        | 0 - 3 | Fluminense  | 23-25, 23-25, 19-25               |
| 2ª giornata - 15 novembre 2023 Ginásio do Tijuca Tênis Clube, Rio de Janeiro | Rio de Janeiro | 3 - 2 | Barueri     | 25-15, 21-25, 25-17, 17-25, 15-9  |
| 3ª giornata - 22 novembre 2023 Ginásio Poliesportivo José Corrêa, Barueri    | Barueri        | 0 - 3 | Osasco      | 16-25, 20-25, 17-25               |
| 4ª giornata - 25 novembre 2023 Arena Juscelino Kubitschek, Belo Horizonte    | Minas          | 3 - 0 | Barueri     | 25-21, 25-19, 25-19               |
| 5ª giornata - 3 dicembre 2023 Ginásio Poliesportivo José Corrêa, Barueri     | Barueri        | 2 - 3 | Praia Clube | 25-22, 21-25, 25-20, 20-25, 12-15 |
| 6ª giornata - 9 dicembre 2023 Ginásio Sebastião Cruz, Blumenau               | Blumenau       | 1 - 3 | Barueri     | 21-25, 14-25, 25-20, 25-27        |
| 7ª giornata - 14 dicembre 2023 Sportville CT, Barueri                        | Barueri        | 3 - 2 | Brasília    | 26-24, 21-25, 27-29, 25-20, 15-11 |
| 8ª giornata - 22 dicembre 2023 Ginásio Francisco Bueno Neto, Maringá         | Amavolei       | 3 - 2 | Barueri     | 24-26, 13-25, 25-23, 25-21, 15-12 |
| 9ª giornata - 5 gennaio 2024 Sportville CT, Barueri                          | Barueri        | 3 - 0 | São Caetano | 25-22, 25-20, 25-12               |
| 10ª giornata - 9 gennaio 2024 Sportville CT, Barueri                         | Barueri        | 3 - 1 | Pinheiros   | 25-23, 19-25, 25-20, 25-23        |
| 11ª giornata - 14 gennaio 2024 Ginásio Poliesportivo Paulo Skaf, Bauru       | Bauru          | 0 - 3 | Barueri     | 21-25, 19-25, 14-25               |

#### Girone di ritorno
| 12ª giornata - 17 gennaio 2024 Ginásio da Hebraica, Rio de Janeiro         | Fluminense  | 0 - 3 | Barueri        | 27-29, 16-25, 22-25               |
| 13ª giornata - 27 gennaio 2024 Sportville CT, Barueri                      | Barueri     | 0 - 3 | Rio de Janeiro | 15-25, 21-25, 15-25               |
| 14ª giornata - 3 febbraio 2024 Ginásio Professor José Liberatti, Osasco    | Osasco      | 3 - 0 | Barueri        | 25-16, 25-22, 25-17               |
| 15ª giornata - 6 febbraio 2024 Sportville CT, Barueri                      | Barueri     | 3 - 2 | Minas          | 25-22, 25-22, 15-25, 17-25, 15-9  |
| 16ª giornata - 11 febbraio 2024 Ginásio Oranides do Nascimento, Uberlândia | Praia Clube | 3 - 0 | Barueri        | 25-13, 25-15, 25-12               |
| 17ª giornata - 22 febbraio 2024 Sportville CT, Barueri                     | Barueri     | 2 - 3 | Blumenau       | 20-25, 25-14, 25-20, 19-25, 12-15 |
| 18ª giornata - 26 febbraio 2024 Ginásio Sesi Taguatinga, Brasilia          | Brasília    | 3 - 1 | Barueri        | 25-22, 22-25, 25-10, 25-17        |
| 19ª giornata - 6 marzo 2024 Sportville CT, Barueri                         | Barueri     | 1 - 3 | Amavolei       | 25-23, 22-25, 15-25, 20-25        |
| 20ª giornata - 12 marzo 2024 Ginásio Milton Feijão, São Caetano do Sul     | São Caetano | 0 - 3 | Barueri        | 21-25, 21-25, 17-25               |
| 21ª giornata - 19 marzo 2024 Ginásio Henrique Villaboim, San Paolo         | Pinheiros   | 3 - 0 | Barueri        | 25-22, 25-23, 25-22               |
| 22ª giornata - 23 marzo 2024 Sportville CT, Barueri                        | Barueri     | 0 - 3 | Bauru          | 17-25, 18-25, 24-26               |

#### Play-off scudetto
| Quarti di finale (gara 1) - 27 marzo 2024 Sportville CT, Barueri                        | Barueri        | 1 - 3 | Rio de Janeiro | 15-25, 20-25, 25-20, 17-25 |
| Quarti di finale (gara 2) - 30 marzo 2024 Ginásio do Tijuca Tênis Clube, Rio de Janeiro | Rio de Janeiro | 3 - 0 | Barueri        | 25-16, 25-19, 25-14        |

### Coppa del Brasile
| Quarti di finale - 23 gennaio 2024 Ginásio do Tijuca Tênis Clube, Rio de Janeiro | Rio de Janeiro | 3 - 0 | Barueri | 25-8, 25-18, 28-26 |

## Statistiche

### Statistiche di squadra
| Competizione      | Punti | In casa | In casa | In casa | In trasferta | In trasferta | In trasferta | Totale | Totale | Totale |
| Competizione      | Punti | G       | V       | P       | G            | V            | P            | G      | V      | P      |
| ----------------- | ----- | ------- | ------- | ------- | ------------ | ------------ | ------------ | ------ | ------ | ------ |
| Superliga Série A | 26    | 12      | 4       | 8       | 12           | 4            | 8            | 24     | 8      | 16     |
| Coppa del Brasile | -     | 0       | 0       | 0       | 1            | 0            | 1            | 1      | 0      | 1      |
| Totale            | -     | 12      | 4       | 8       | 13           | 4            | 9            | 25     | 8      | 17     |

### Statistiche dei giocatori
| Giocatore     | Superliga Série A | Superliga Série A | Superliga Série A | Superliga Série A | Superliga Série A |
| Giocatore     | P                 | PT                | AV                | MV                | BV                |
| ------------- | ----------------- | ----------------- | ----------------- | ----------------- | ----------------- |
| S. Benevides  | -                 | -                 | -                 | -                 | -                 |
| A.L. Bento    | 9                 | 0                 | 0                 | 0                 | 0                 |
| L. Besen      | 24                | 183               | 118               | 59                | 6                 |
| G. Carneiro   | 2                 | 3                 | 3                 | 0                 | 0                 |
| M. Carvalhaes | 23                | 1                 | 0                 | 0                 | 1                 |
| T. Costa      | 20                | 141               | 108               | 23                | 10                |
| P. de Souza   | 24                | 0                 | 0                 | 0                 | 0                 |
| F. Depiné     | 0                 | 0                 | 0                 | 0                 | 0                 |
| V. Kuehne     | 15                | 0                 | 0                 | 0                 | 0                 |
| C. Leite      | 24                | 51                | 14                | 17                | 20                |
| L. Lima       | 8                 | 7                 | 5                 | 2                 | 0                 |
| A.C. Lopes    | 16                | 15                | 12                | 1                 | 2                 |
| A. Maestri    | 24                | 214               | 171               | 26                | 17                |
| C. Mesquita   | 22                | 143               | 130               | 8                 | 5                 |
| L. Nascimento | 0                 | 0                 | 0                 | 0                 | 0                 |
| L. Nezzo      | 24                | 228               | 135               | 76                | 17                |
| J. Palhano    | 0                 | 0                 | 0                 | 0                 | 0                 |
| A.L. Rüdiger  | 20                | 73                | 61                | 6                 | 6                 |
| J. Sebastião  | 24                | 293               | 266               | 15                | 12                |
| R. Viana      | 1                 | 0                 | 0                 | 0                 | 0                 |

P = presenze; PT = punti totali; AV = attacchi vincenti; MV = muri vincenti; BV = battute vincenti

NB: Non sono disponibili i dati relativi alla Coppa del Brasile e, di conseguenza, quelli totali.